# Typ XXIII
Typ XXIII byla třída pobřežních diesel-elektrických ponorek německé Kriegsmarine z konce druhé světové války. Společně se známějšími oceánskými ponorkami typu XXI měly pomoci zvrátit druhou bitvu o Atlantik. Podobně jako typ XXI se vyznačovaly zvětšenou kapacitou akumulátorů a zlepšenými výkony při plavbě pod hladinou. Objednána byla velkosériová výroba ponorek typu XXIII. Do konce války se podařilo dokončit šedesát z plánovaných 378 ponorek. Na bojovou patrolu jich do konce války vyplulo pouze šest. Několik ponorek po válce v rámci reparací získaly vítězné státy.

## Stavba

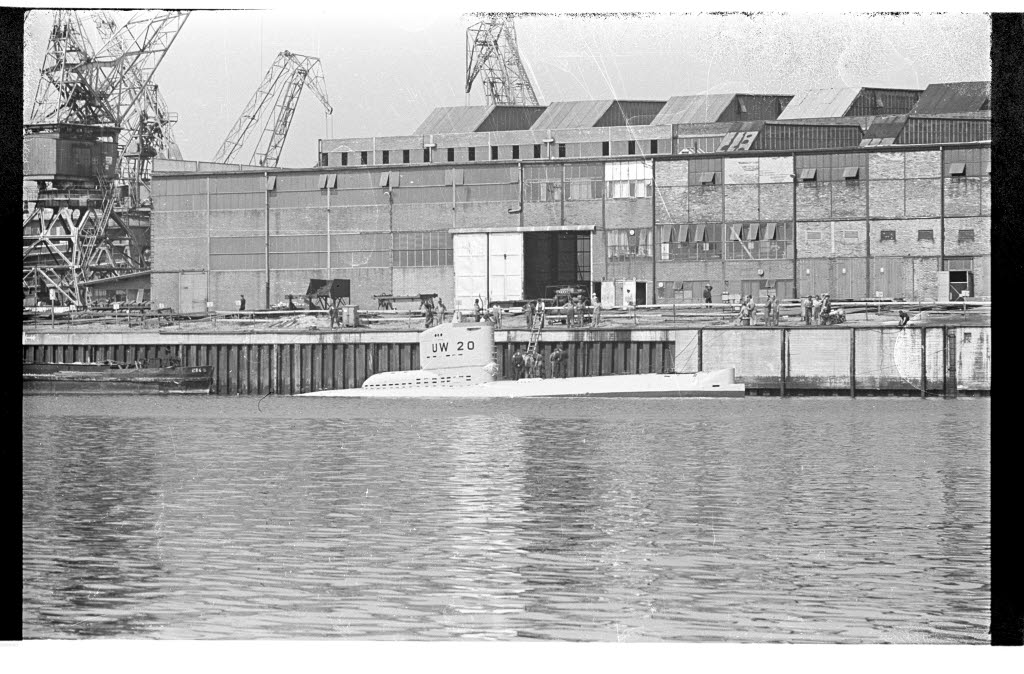
Západoněmecká ponorka Hai (ex U 2365) v roce 1957

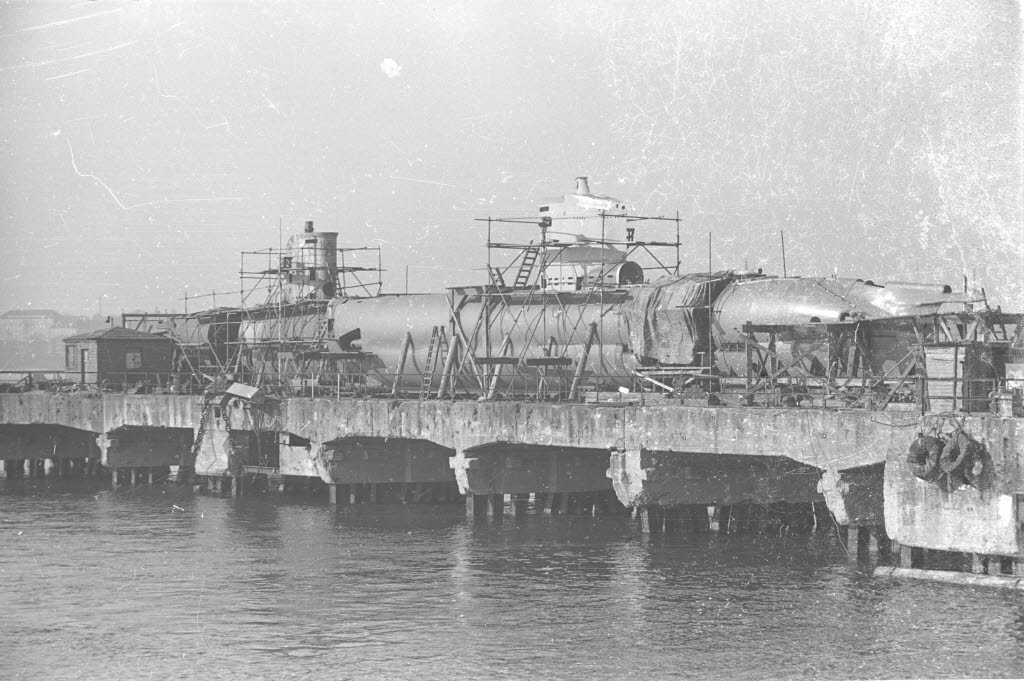
Západoněmecké ponorky Hai (ex U 2365) a Hecht (ex U 2367) během oprav v loděnici Howaldtswerke-Deutsche Werft v Kielu

Na přelomu let 1942 a 1943 se Spojencům podařilo získat převahu v druhé bitvě o Atlantik. Stalo se tak mimo jiné díky znalosti německých šifrovacích kódů, sílícímu letectvu a eskortám konvojů i novým zbraním (např. Hedgehog). Naopak německá Kriegsmarine utrpěla vážné ztráty a potápět spojeneckou tonáž pro ni bylo stále náročnější. Proti sílícímu soupeři již byly výkony dosavadních německých ponorek typu VII a typu IX nedostatečné. Německé naděje se upínaly k vývoji nové generace ponorek, které se měly vyznačovat především vyšší rychlostí a dosahem při plavbě pod hladinou. K tomu byly zkoušeny dva základní přístupy. První byl vývoj ponorek poháněných Walterovou turbínou s uzavřeným cyklem (pobřežní typ XVII a oceánský typ XVIII), které přes velmi slibné výkony doplatily na nevyzrálou a extrémně složitou konstrukci pohonu. Námořnictvo se proto zaměřilo na konvenční ponorky („Elektroboot“) s čistším tvarováním trupu a několikanásobnou kapacitou akumulátorů. Prioritu přitom měla technologicky pokročilejší oceánská ponorka Typu XXI, kterou doplňoval menší a konstrukčně jednodušší typ XXIII, určený zejména pro pobřežní obasti a malá moře (Severní moře, Středozemní moře, Černé moře).
Celkem byla objednána stavba 378 ponorek typu XXIII. Jejich návrh byl dokončen v červenci 1943. Pro urychlení stavby byly ponorky sestavovány ze čtyř prefabrikovaných sekcí (záď s elektromotory; hlavní motory; řídící místnost a kajuty; příď s torpédy), které bylo možné přepravovat po železnici. Kvůli rostoucí intenzitě spojeneckého bombardování měla být výroba rozdělena do co nejvíce míst. Konečná montáž byla svěřena loděnici Deutsche Werft v Hamburku-Finkenwanderu. Tam byla hlavní lokalita pro jejich sestavování, neboť umožnovala přístup do jejich hlavního operačního prostoru v Severním moři a u pobřeží Anglie. Další ponorky měly být sestavovány loděnicemi v Toulonu (30 ks), Janově (30 ks), Monfalcone (15 ks) a v Nikolajevu (15 ks). Také tam na vše dohlížela Deutsche Werft.
Nálety poškozené výrobní závody a narušené dopravní sítě však způsobovaly výrazná (až pětiměsíční zpoždění) v dodávkách prefabrikátů. Ponorky navíc trpěly řadou nedostatků a poruch, které vyžadovaly opravy a to oddalovalo jejich zařazení do služby. Typ XXIII byl navíc vinou konstrukční chyby přetížený, což si vyžádalo vložení dodatečné trupové sekce o délce 2,5 metru. Montáž první ponorky (U 2321) začala 10. března 1944, 17. dubna 1944 byla spuštěna na vodu a 12. června 1944 byla zařazena do služby. Do konce července se připojily tři další ponorky (U 2322, U 2323 a U 2324). Do konce války bylo do služby přijato šedesát ponorek typu XXIII (U 2321 až U 2369, U 2371, U 4701 až U 4707, U 4709 až U 4712). Dalších pět dokončených ponorek zničily nálety. Množství dalších ponorek typu XXIII bylo za války rozestavěno.

## Konstrukce
Ponorky měly jednoplášťovou koncepci. Byly vybaveny radarem FuMO 61 Hohentwiel-U, hydrofony GHG a Balkon-Gerät a dále elektronickými systémy FuMB 3 Bali a FuMB 6 Palau. Na věži se nacházel teleskopický schnorchel a periskop. Kvůli omezenému vnitřnímu prostoru se jejich výzbroj omezila na dva 533mm torpédomety. Náhradní torpéda nebyla nesena. Nabítí torpédometů probíhalo pouze zvenčí, takže se po vyputění dvou torpéd ponorka musela vrátit na základnu.
Pohonný systém tvořil jeden šestiválcový diesel MWN o výkonu 575–630 hp a jeden elektromotor AEG o výkonu 580 hp, pohánějící jeden lodní šroub. Doplňoval je jeden pomocný elektromotor o výkonu 35 hp. Nejvyšší rychlost dosahovala 9,7 uzlu na hladině a 12,25 uzlu pod hladinou. Při plavbě na pomocný tichý elektromotor ponorka dosahovala rychlosti 4,5 uzlu. Dosah byl 4450 námořních mil při rychlosti na hladině rychlostí šest uzlů a 194 námořních mil při plavbě pod hladinou rychlostí čtyři uzly. Operační hloubka ponoru byla osmdesát metrů a maximální hloubka ponoru 160 metrů. Ponoření ponorky trvalo devět vteřin.

## Služba

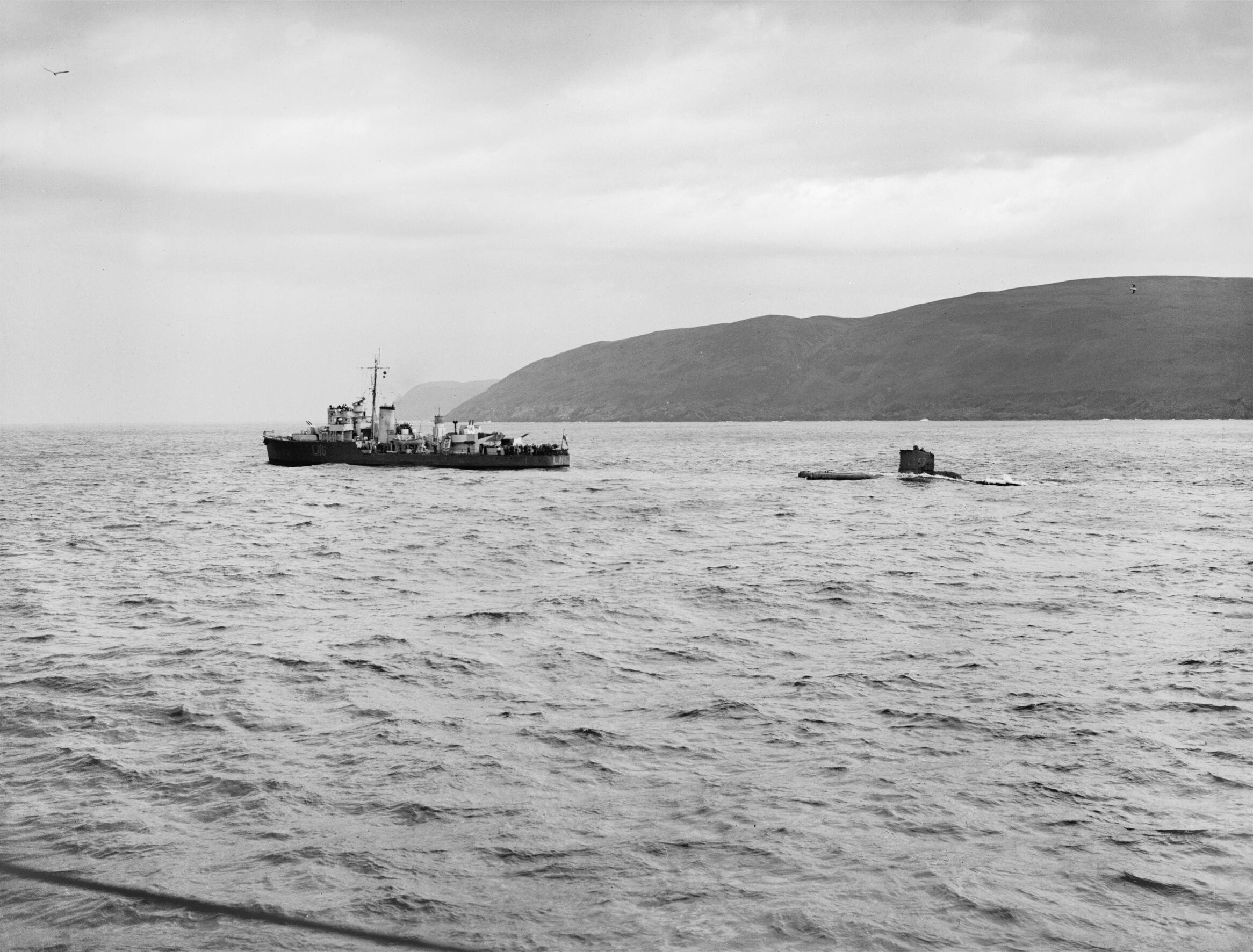
Polský torpédoborec ORP Krakowiak (L115) vleče 28. listopadu 1945 německou ponorku U 2337 k potopení (operace Deadlight)

Britové se o parametrech ponorek typů XXI a XXIII dověděli z dešifrované zprávy zaslané do Tokia japonským námořním atašé v Berlíně.
Německá Kriegsmarine získala první ponorku typu XXIII U 2321 v červnu 1944. Postupně do konce války získalo až šedesát člunů, ale bojově jich stihlo nasadit jen zlomek. Od ledna do května 1945 na bojovou patrolu vyplulo pouze šest člunů (U 2321, U 2322, U 2324, U 2326, U 2329 a U 2336). Potopily při nich čtyři plavidla o výtlaku 7392 tun.
Zttraceno bylo sedm ponorek:
- U 2323 – 26. července 1944 na mině.
- U 2331 – 10. října 1944, nehoda při výcviku.
- U 2342 – 26. prosince 1944 na mině.
- U 2344 – 18. února 1945 srážka s ponorkou U 2336.
- U 2351 – v dubnu 1945 vyřazena po těžkém poškození náletem.
- U 2338 – 4. května 1945 potopena britským letectvem.
- U 2367 – 5. května 1945 srážka s jinou německou ponorkou.

Na konci války 31 ponorek typu XXIII potopily vlastní posádky a dvacet se jich vzdalo Spojencům. Ti část z nich potopily na moři v rámci operace Deadlight. Pouze ponorky U 2326, U 2353 a U 4706 po válce po nějaký čas provozovaly Velká Británie, Francie, Norsko a Sovětský svaz. Na konci války potopené čluny U 2365 a U 2367 byly v 50. letech vyzvednuty a po opravě provozovány obnoveným námořnictvem Západního Německa.

## Uživatelé
Francie

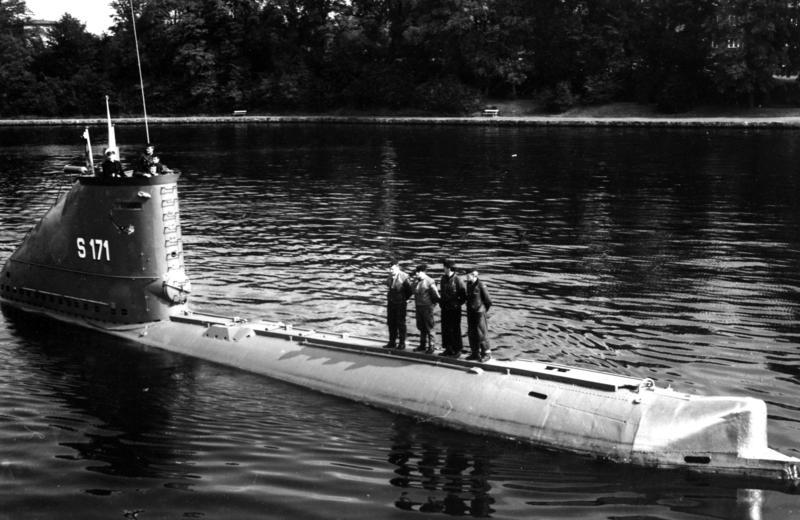
Poválečné německé námořnictvo provozovalo ponorku Hecht (S171, ex U 2367)

- Francouzské námořnictvo – Roku 1946 od Velké Británie získána ponorka N35 (ex U 2326). Dne 6. prosince 1946 se potopila při nehodě poblíž Toulonu.[1]

 Norsko
- Norské královské námořnictvo – Roku 1948 od Velké Británie získalo ponorku Knertner (ex U 4706).[1] Vyškrtnuta 1953.[11]

 Sovětský svaz
- Sovětské námořnictvo – V rámci reparací po válce získalo ponorku M-31 (ex U 2353, ex N37). Sešrotována 1963.[1]

 Německá říše
- Kriegsmarine – Hlavní uživatel třídy.

 Spojené království
- Britské královské námořnictvo – V rámci reparací získána ponorka N35 (ex U 2326). Provozována také ponorka N37 (ex U 2353, později sovětská N37), která se na konci války vzdala Britům.[1]

 Západní Německo
- Německé námořnictvo – Roku 1956 byly vyzvednuty ponorky U 2365 a U 2367. Po opravě byly zařazeny do služby jako ponorky typu 240 Hai (S170) a Hecht (S171).[1]